# كاظم منظور
كاظم بن حسون بن عبد عون الشمري (1891م - 1974م) المعروف بكاظم منظور الكربلائي هو رجل دين وواعظ معاصر عند الشيعة وشاعر شعبي وأديب عراقي ينتمي لعائلة شمر ، له العديد من القصائد في الشعر الحسيني.

## ولادته ونشأته
ولد بكربلاء في حدود سنة 1320 للهجرة، في محلة باب النجف. ومات أبوه وعمره نحو سبع سنين. ابتدأ بقول الشعر وهو يكاد يصافح العشرين وفاتحة شعره بالأبوذية :
| كاظم منظور | إديه والمشن عالگاع ماتن على الناشر جعوده فوگ ماتن لحگت ضعون ساهي العين ماتن نتوادع ونتباره من الخطية | كاظم منظور |

## لقب المنظور
رغب جماعة من أوليائه وخلانه في تلقيبه ويقولون إن (الشيخ حسين فروخي) لقبه بـ (المنظور) لأنه سمع هاتفا يقول بعيد صلاته (كاظم منظور) وكان ذلك في سنة 1344 للهجرة الموافقة لسنة 1924 للميلاد ولازمه هذا اللقب.

## بداياته الشعرية
في ريعان شبابه أخذ يتردد على المجالس الحسينية، لاسيما في شهري محرم وصفر، وكان يحفظ الشعر، وبانت عليه مَلَكة الحفظ رغم أنه لا يقرأ ولا يكتب بدءًا بجزء عمَ وكان يحضر في شهر رمضان مجالس تفسير القرآن في الصحن الحسيني الشريف للعلامة المفسر السيد حسن الاسترابادي، وأكمل حفظ القرآن وهو في سن الخامسة والعشرين، دون أن يتقن الكتابة، وكان يستعين بمن حوله للكتابة. وقد أكسبته قراءة القرآن في سنه المبكر موهبة فريدة في نظم الشعر بصورة ميزته عن أقرانه، حيث كان الشعر في ذلك الوقت يدور على واقعة الطف ومأساتها، إلا أن المنظور أستطاع أن يأتي بنمط شعري جديد ثوري نابع من صميم العقيدة الإسلامية، وأستطاع أن يُدخل مفردات جديدة في شعره ومنها عالم الأرواح والقبر والبرزخ والحساب والشفاعة.
مع ذالك لم يكن المنظور أُميّاً بالمعنى الذي يتصوره الكثيرون لأنه كان يحرص وباستمرار أن ينصت جيدا وبوعي إلى القرآن الكريم والتفسير والمسائل الفقهية والى ما يُقرأ في المحافل الحسينية والمناسبات الدينية.. أي يمكن تسميته (الأمي المثقف).
لم يفكر المنظور أبدا أن يغتني من ظروفه - بعد عمله كنادل في المقاهي خلال النصف الأول من حياته - رغم أن كان اللولب الممون لشعر المواكب والمنابر الحسينية تلك بل كان قانعا بما يقسمه الله له من رزق حلال لقاء تعامله المحدود بشراء التمر والغنم.

## ديوانه الشعري
طبع له ديوان (المنظورات الحسينية) في 21 جزءاً، وأُخرج عنه مجلدان ضخمان، كما جُمِعَت له نماذج شعرية أخرى منتقاة من قصائده، وطبعت عام 1958 في ديوان (الأغاريد الشعبية) الذي طبعَ بعد وفاته أيضا.

## معاصروه
وقد عاصر المنظور قسم كبير من الشعراء الكبار أمثال الشاعر والمبدع عبود غفلة وهادي القصاب وعبد الأمير الفتلاوي، وكاظم البنا والحاج كاظم السلامي والشاعر الرادود عبد الأمير الترجمان وغيرهم آخرون، وتتلمذ على يديه شعراءٌ كبار كالشاعر والرادود مهدي الأموي والشاعر سعيد الهر والشاعر سليم البياتي وغيرهم.

## قرأ له
قرأ له رواديد كثيرون كالملا الشيخ جاسم الكلكاوي، وملا حمزة السماج، وملا حمزة الصغير، والشهيد الملا حسين التريري، وكذلك قرأ له من المخضرمين كالرادود محمد حمزة الكربلائي، والحاج باسم الكربلائي، وملا جليل الكربلائي، والملا سيد حسن الكربلائي والملا محمد الحجيرات وغيرهم الكثير. ومن أجمل قصائده وأشهرها قصيدة (جابر يجابر، الميمون، شوف أمك أبيا حاله، يبن أمي عالتربان، يا محلى الوداع بهالمسية) والكثير من القصائد التي كتبها في كل أنواع وأصناف بحور الشعر.

## ابرز قصائده
جابر يجابر
الميمون
يا محلى الوداع بهالمسية 
عالمشرعة العباس
شوف امك بيا حالة
يبن امي عالتربان

## قصيدة جابر ياجابر
هي قصيدة (جابر يجابر ما دريت بكربلا شصار) أخذت مدى واسعاً ولاقت صدى كبيراً في الشارع الكربلائي لهذا اليوم. حيث طبعت لثلاثة ملايين وخمسمائة ألف نسخة وأنشدها عشرات الملالي والرواديد، من الماضين والمحدثين، فقد نظمها المنظور عام 1965، وسرعان ما ذاع صيتها وانتشرت في العالم الإسلامي بصوت رادود أهل البيت الحاج حمزة الصغير، حيث أنها امتازت بموضوعها المأساوي، وتصوير مشاهد رجوع سبايا ال بيت محمد، إلى كربلاء، بطريقة مشجية، وبكلمات مؤثرة في النفوس، وعرض فيها مشاهد لقاء الصحابي الجليل جابر بن عبد الله الأنصاري بالإمام زين العابدين.

## وفاته

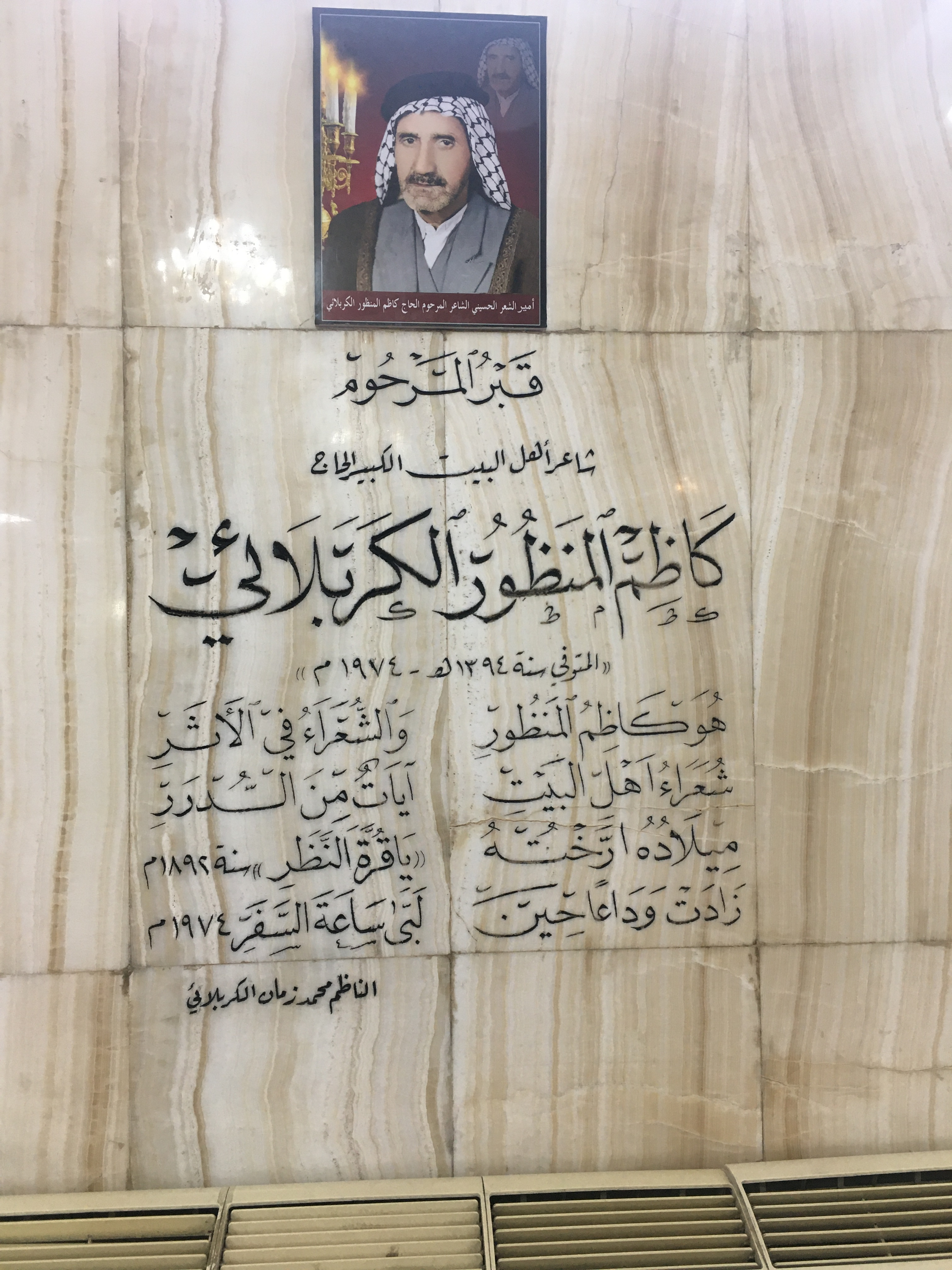
قبر كاظم منظور الكربلائي في الحرم الحسيني

ولما أطاح المرض بشاعر كربلاء، ولازم الفراش، دعا وجهاء كربلاء والحسينيين وأصحاب المواكب الحسينية لزيارته في بيته، حيث كانت الآلام ترتسم على قسمات وجهه من شدة المرض، دون أن يشكو، وتم نقله أكثر من مرة إلى مستشفى الحسيني القديم إلا إن المرة الأخيرة، أشتد فيه المرض، وأصابه نزيف معوي شديد، وبدأ يودع الحياة بعد عمر حافل بالانجازات الحسينية ناهز الثمانين عاماً.
حيث سمع عنه آخر ما لهج به لسانه وهو في صحوة الموت مرددا:
 وبعد إعلان وفاته من منارتي الصحنين الشريفين للعتبتين الحسينية والعباسية – في حينها- ومساجد المدينة بتاريخ 26 جمادى الآخر 1394 للهجرة والموافق السابع عشر من تموز 1974، فكر الجميع في دفنه بمقبرة كربلاء القديمة، وبدأ تشييع الجنازة من داره الواقعة خلف بناية محافظة كربلاء متوجهاً إلى مغتسل المخيم القديم، وبعد الغسل والتكفين، حُمل النعش بحضور جماهير كربلاء المحتشدة، وحُمل النعش على رؤوس الأصابع، وتقدم النعش موكب عزاء ولافتات تعبر عن الحزن والأسى واستمرت مجالس الفاتحة في كربلاء لمدة أربعة أيام، وتوافد المعزون من المحافظات إلى كربلاء، من شعراء ورواديد، مشاركين بقصائدهم ومشاعرهم على المتوفى الراحل.

## وصلات خارجية
- في الذكرى السنوية لرحيله.. الكربلائيون يستذكرون مئذنة الشعر الحسيني الشاعر المرحوم كاظم المنظور الكربلائي محافظة كربلاء
- جريدة الحقيقة- سيرة المرحوم الشاعر الشيخ كاظم منظور الكربلائي
- الشاعر كاظم منظور الكربلائي تقديم الشاعر جابر الكاظمي على يوتيوب